# Jan van Krimpen
Jan van Krimpen (* 11. Januar 1892 in Gouda; † 20. Oktober 1958 in Haarlem) war ein niederländischer Schriftentwerfer, Kalligraf, Typograf, Buchgestalter, Grafikdesigner, Buchbinder und Autor.

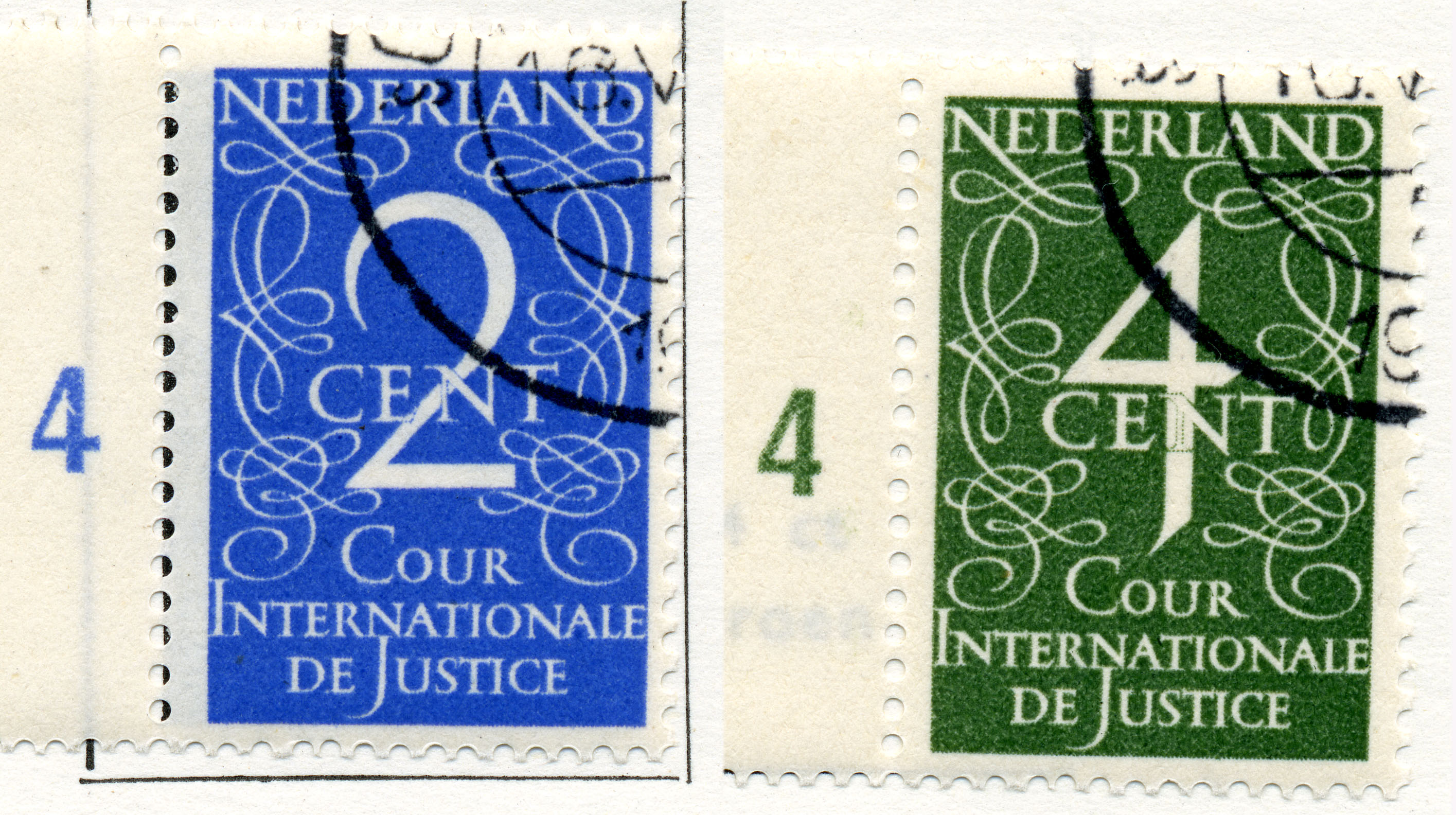
Cour Internationale de Justice, Briefmarken für die niederländische Post, 1950

## Leben und Werk
Jan van Krimpen studierte von 1908 bis 1912 an der Akademie der Bildenden Künste Den Haag (Koninklijke Academie van Beeldende Kunsten). Als Kalligraf und Buchkünstler war er Autodidakt. Vor dem Ersten Weltkrieg verkehrte er in sozialistischen Kreisen und in den avantgardistischen Literaturzirkeln in Den Haag, die von den Entwicklungen der modernen Buchkunstbewegung beeinflusst wurden. 1912 debütiert er mit der typografischen Gestaltung für die literarische Monatszeitschrift De Witte Mier, die nach dem Vorbild des deutschen Zwiebelfisch von Greshoff, Bloem und van Eyck in ihrer Privatpresse der Zilverdistel herausgegeben wurde. Die Zeitschrift hatte sich zum Ziel gesetzt, über gute Typografie zu informieren und zu ihrer Verbreitung beizutragen. Jan van Krimpen widmete sich fortan der Buchgestaltung und – in seiner eigenen Werkstatt – der Handbuchbinderei. 

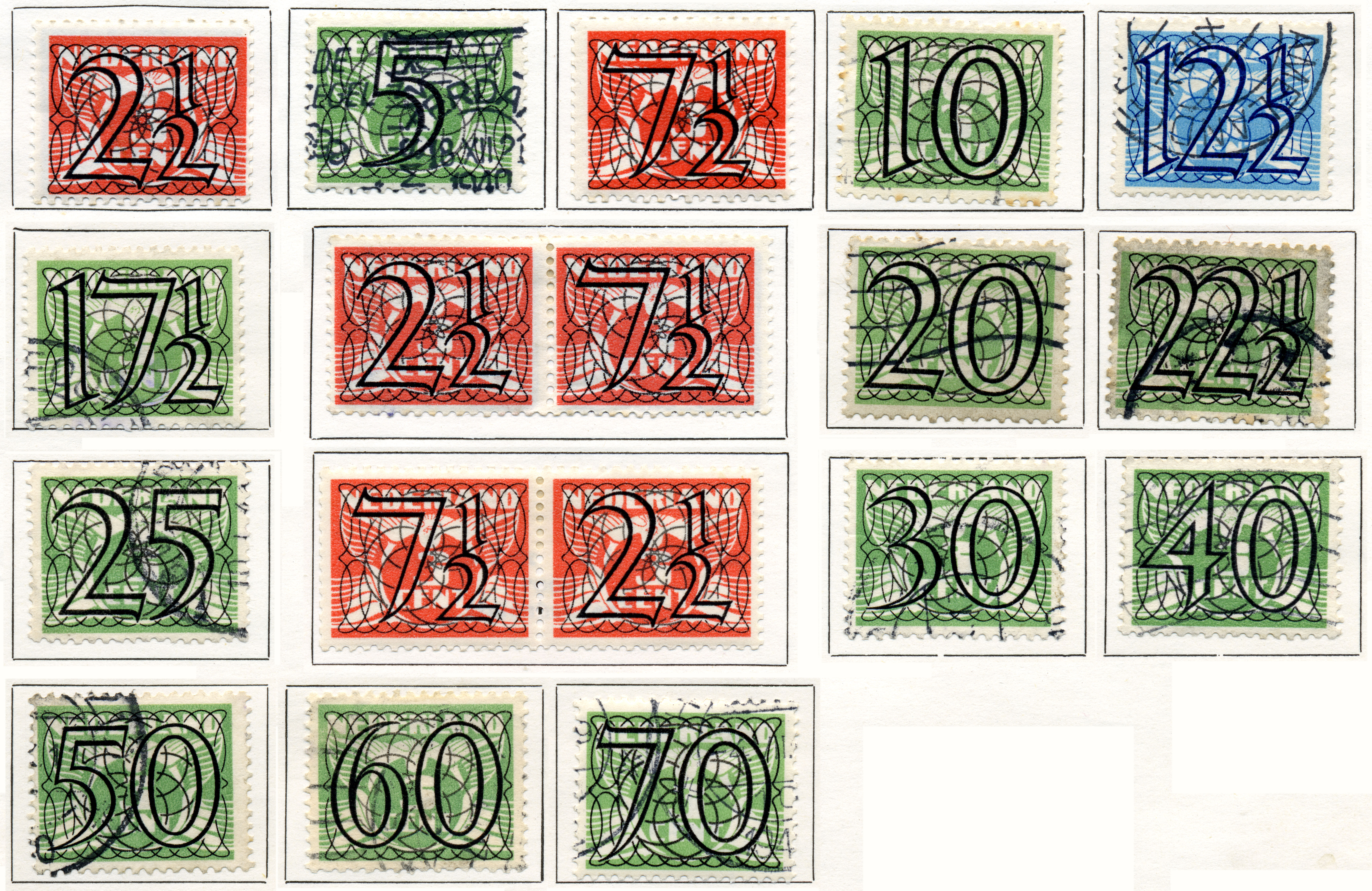
Briefmarken, 1940

1914 besuchte van Krimpen die Internationale Ausstellung für Buchgewerbe und Grafik (Bugra) in Leipzig, die einen nachhaltigen Eindruck bei ihm hinterließ. Für den Verleger Alexander Alphonse Marius Stols gestaltete van Krimpen zwischen 1923 und 1932 zahlreiche Bücher. Der Pressendrucker Jean François van Royen vermittelte ihm den Kontakt zu PTT (Posterijen, Telegrafie en Telefonie), für die van Krimpen zwischen 1923 und 1957 viele kalligrafisch dominierte Briefmarken gestaltete, die in der renommierten Schriftgießerei und Druckerei Joh. Enschedé in Haarlem gedruckt wurden.
Im November 1923 begann die erfolgreiche und langjährige Zusammenarbeit mit der Schriftgießerei Joh. Enschedé. Bis 1958 war er als Typograf, Schriftentwerfer und künstlerischer Berater für die Schriftgießerei tätig und entwarf eine Reihe Schriften: Lutetia (1925), Open Roman Capitalis (1929), Romanée (1928) und Romulus (1931). 
Für die Schriftgießerei Monotype entwarf van Krimpen die Schriften Van Dijck Roman (1935), Haarlemmer (1938) und Spectrum (1952), seine letzte Schrift, die ursprünglich für eine Bibelausgabe des 1935 gegründeten Verlags Het Spectrum geplant war.

Schriftprobe Spectrum

Jan van Krimpen gestaltete über 200 Bücher und Pressendrucke, u. a. für die Verlage Querido, Balkema und Stichting de Roos. Seine Gestaltung wurde im Stil als klassisch beschrieben, in der Ausführung achtete er auf eine hohe Qualität im Buchdruck. Auch Ephemera wie Exlibris, Handelsmarken, Logos, Werbegrafiken und Postwertzeichen gestaltete er. 1956 entwarf er gemeinsam mit dem Architekten Jacobus Johannes Pieter Oud die Beschriftung am neuen Nationaldenkmal auf dem Dam in Amsterdam.
Jan van Krimpen war der Vater des ebenfalls erfolgreichen Typografen und Autors Huib van Krimpen (1917–2002).